# Museu Judaico do Rio de Janeiro
O Museu Judaico do Rio de Janeiro, fundado em 1977, com a doação de uma menorá, é um centro cultural cujas atividades são estruturadas em torno do binômio preservação da memória/dinamização da cultura judaica. Mantém exibições permanentes sobre a história da comunidade judaica no Rio de Janeiro e as tradições do judaísmo em todos os seus aspectos -- religioso, cultural e histórico -- e realiza exposições, em sua sede e em outras instituições, além de promover pesquisas acadêmicas sobre imigração e concursos anuais para estudantes. Tem ainda um Núcleo de Estudos, com pesquisas sobre imigração e Holocausto, uma videoteca com mais de mil títulos e uma biblioteca temática.

## História
O Museu Judaico do Rio de Janeiro surgiu, em 1977, da necessidade da comunidade judaica carioca de resgatar e conservar sua história e sua memória -- que se entrelaçam com a memória e as tradições judaicas. Formada a partir da primeira década do século XX sobretudo por imigrantes do Leste Europeu, a comunidade modificou-se com as sucessivas ondas migratórias, que deixaram sua marca em objetos, documentos, livros e fotos representativos de uma cultura ancestral, fonte de inspiração e conhecimento que as gerações seguintes se empenham em preservar. 
Com o apoio de outros ativistas, os três casais fundadores do Museu -- Naum e Ester Kosovski, Jorge e Bella Jozef e Chaim e Rosa Szwertszarf -- engajaram-se no trabalho para depois verificarem os meios, conforme a promessa dos antepassados: "Fazer para depois ouvir". O Museu instalou-se provisoriamente na Biblioteca Klepfisz, em Copacabana, e transferiu-se depois para o Lar das Crianças Rosa Waisman, na Tijuca, onde permaneceu por três anos. Está desde 1986 na atual sede à rua México 90, 1º. andar, cedida em comodato pela Federação Israelita do Estado do Rio de Janeiro (FIERJ) e Confederação Israelita do Brasil (CONIB).   
A primeira peça do acervo foi uma menorá (candelabro de sete braços, um dos símbolos do judaísmo), réplica de uma menorá italiana do século XVIII, adquirida do artesão José Feldman. Nascido na Rússia em 1899, Feldman viveu no Rio de Janeiro de 1925 até sua morte, em 1978. Foi fotógrafo, garimpeiro, antiquário e artesão. Com o objetivo de que cada lar judaico tivesse uma hanukiá (candelabro de oito braços, objeto do ritual judaico usado por ocasião de Hanuká), ele passou a reproduzir hanukiot. O conjunto de 69 hanukiot exibidos no Museu Judaico, constituindo a Coleção Feldman, foi doado pelo casal Yvone e Leon Herzog. 
O Museu Judaico também é um local de preservação da memória do Holocausto e homenagem aos sobreviventes, muitos deles vivendo hoje no Rio. Além da exposição permanente de objetos, fotos e papéis alusivos à tragédia (inclusive um uniforme de campo de concentração e uma estrela de Davi amarela, símbolo que os judeus europeus foram obrigados a usar nas roupas durante o nazismo). O Museu dispõe de biblioteca com mais de 300 títulos sobre o tema e realiza mostras periódicas e palestras sobre os acontecimentos.